# Sicydium araguense
Sicydium araguense là một loài thực vật có hoa trong họ Cucurbitaceae. Loài này được Steyerm. & Trujillo miêu tả khoa học đầu tiên năm 1964.